# Mark Neumann
Mark William Neumann est un homme politique américain né le 27 février 1954. Membre du Parti républicain du Wisconsin, il représente le 1er district de l'État à la Chambre des représentants des États-Unis de 1995 à 1999.

## Biographie

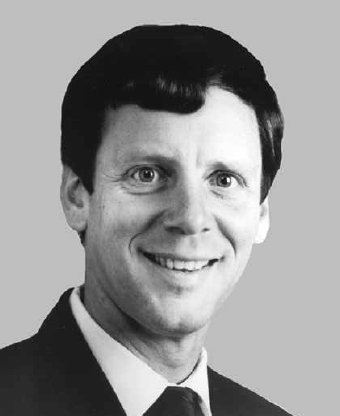
Portrait de Neumann au Congrès.

Mark Neumann nait et grandit à East Troy, dans le sud-est du Wisconsin. Il est diplômé d'un bachelor de l'université du Wisconsin à Whitewater en 1975 puis d'un master de l'université du Wisconsin à River Falls en 1977. Il a trois enfants avec sa femme Sue : Andy, Tricia et Matt. Après avoir enseigné les mathématiques et avoir été coach de football américain et de basketball, Neumann se reconvertit dans l'immobilier et dirige une société de construction Neumann Developments, Incorporated à Janesville de 1986 à 1993. Il devient millionnaire.
En 1992, Neumann se présente à la Chambre des représentants des États-Unis dans le 1er district du Wisconsin. Il est défait par le démocrate sortant Les Aspin, qui rassemble 58 % des suffrages. Lorsque Aspin est nommé Secrétaire à la Défense des États-Unis, Neumann est candidat à sa succession lors d'une élection partielle organisée en mai 1993. Il est battu de justesse par le législateur d'État Peter Barca (en), rassemblant 49 % des voix contre 50 % pour le démocrate,. Il prend sa revanche lors de la révolution républicaine de 1994, devançant Barca de 1 120 voix dans l'une des élections les plus serrées du pays. Il est réélu en 1996 avec 51 % des voix face à la conseillère municipale démocrate de Kenosha Lydia Spottswood (49 %). Durant son mandat, Neumann fait de la lutte contre les déficits son principal cheval de bataille.
En 1998, Neumann ne se représente pas à la Chambre des représentants pour être candidat aux élections sénatoriales. Il se retrouve dans une nouvelle élection serrée, face au démocrate sortant Russ Feingold. Les deux candidats s'affrontent notamment sur l'avortement et la régulation du financement des campagnes électorales, auxquels s'oppose Neumann. Dans une élection où Neumann dépense beaucoup plus de fonds, Feingold est réélu avec 51 % des suffrages.
Après sa défaite, Neumann retrouve le secteur privé. Il poursuit sa carrière dans l'immobilier et co-préside une association dirigeant des écoles chrétiennes à Milwaukee et en Arizona. Il annonce son retour en politique en juillet 2009, déclarant sa candidature au poste de gouverneur du Wisconsin pour les élections de 2010. Il dépense quatre millions de dollars de sa fortune personnelle face au chef de l'exécutif du comté de Milwaukee, Scott Walker, donné favori de la primaire républicaine. À un mois de la primaire du 15 septembre, Neumann publie un livre-programme de 210 pages intitulé Wisconsin Taxpayers First: A Bold Plan to Take Back Wisconsin. Rassemblant environ 40 % des voix, il est distancé par Walker qui est élu gouverneur en novembre.
Neumann se présente à nouveau au Sénat des États-Unis en 2012 lorsque le démocrate Herb Kohl annonce sa retraite. Il est notamment soutenu par le Club for Growth (en) et le Tea Party Express. Dans les dernières semaines, les sondages le donnent en troisième position, en progression derrière l'ancien gouverneur Tommy Thompson et l'homme d'affaires Eric Hovde. L'establishment républicain s'inquiète alors de sa possible victoire, estimant que ses positions ultraconservatrices sur les sujets de société puissent leur faire perdre l'élection. Il finit en troisième position avec 23 % des voix, derrière Thompson (34 %) et Hovde (31 %).